# آلان فيجنيرون
آلان فيجنيرون (بالفرنسية: Alain Vigneron)‏ مواليد 1 سبتمبر 1954 في لا بروكيو، فرنسا، هو دراج فرنسي سابق.